# Apple Lisa

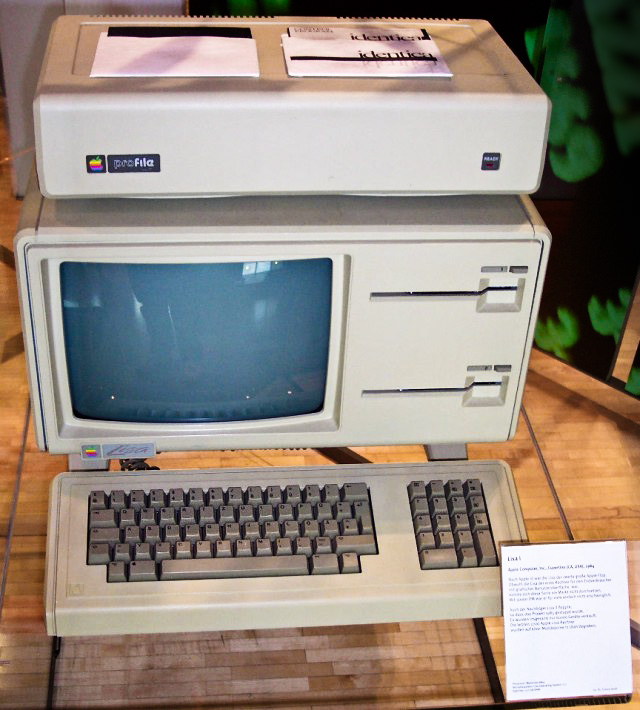
Apple Lisa (oben: Festplatte)

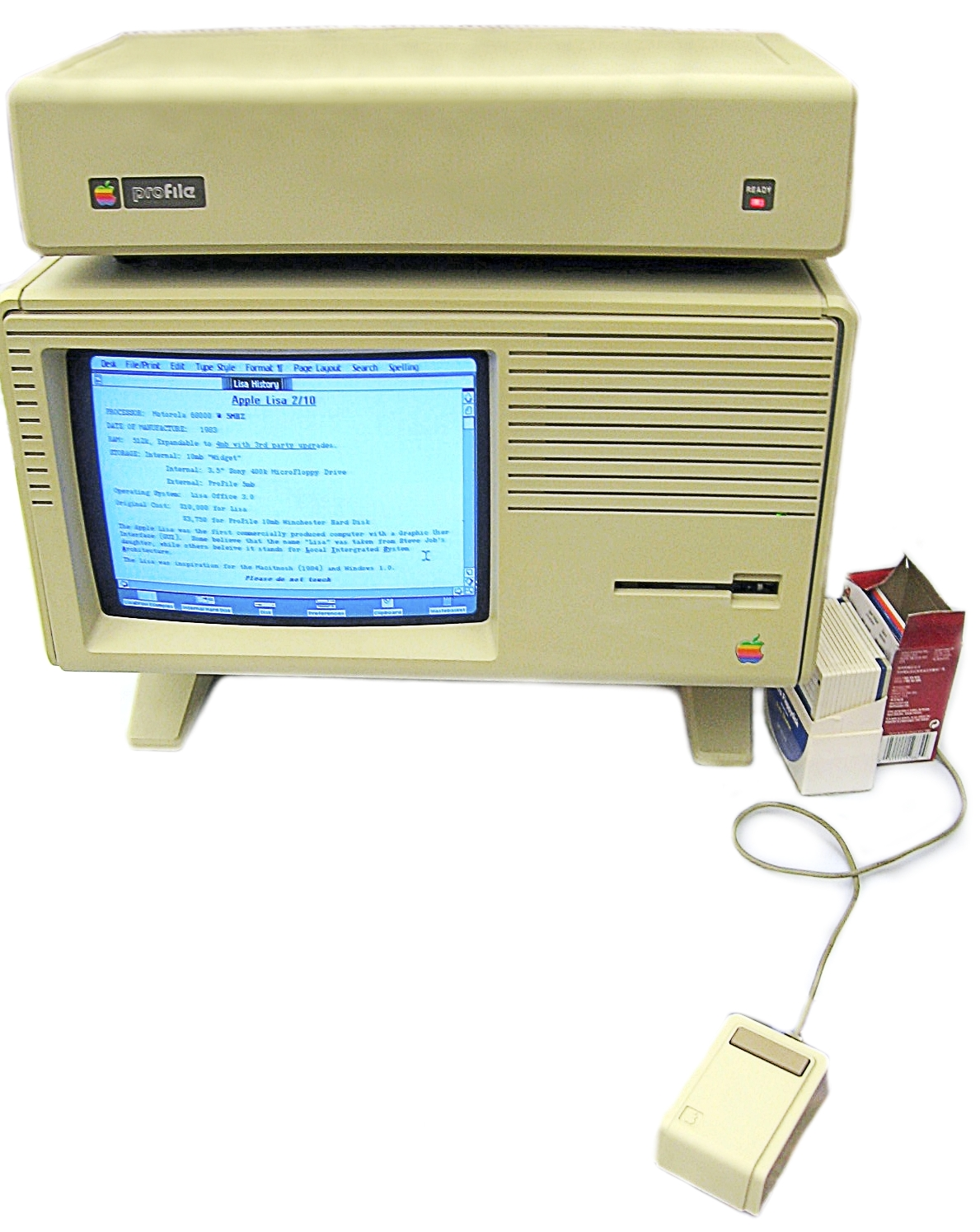
Lisa 2 (1984) mit einem geöffneten Arbeitsfenster und Maus, am unteren Bildschirmrand halbverdeckt einige der Desktop-Symbole wie „Disk“ und „Papierkorb“

Der Apple Lisa (auch nur „Lisa“ oder „The Lisa“ genannt; auch „die Lisa“, von „Locally Integrated Software Architecture“) von 1983 war einer der ersten Personal Computer, der über eine Maus und ein Betriebssystem mit grafischer Benutzeroberfläche in einer monochromen schwarz/weiß-Darstellung verfügte. Wegen des hohen Preises von rund 10.000 US-Dollar verkaufte sich der Rechner schlecht, und Apple stellte die Produktion bereits 1984 wieder ein. In diesem Jahr brachte Apple schon einen weiteren Computer mit grafischer Benutzeroberfläche auf den Markt, den einfacheren und deutlich preisgünstigeren Macintosh. Dieser wurde mittelfristig zu einem Erfolg.
2023 veröffentlichte das Computer History Museum, ansässig in Mountain View, Kalifornien, die erst 2017 wiederentdeckten Quelltexte des Betriebssystems Lisa OS und bezeichnete es als Meilenstein in der Computergeschichte.

## Bedeutung
Bis Anfang der 1980er Jahre wurden Computer üblicherweise per Tastatur über eine Kommandozeile bedient. Lisa war – neben dem kaum bekannten Xerox Star von 1981 oder dem Lilith Computersystem des Schweizer Informatikers an der ETH Zürich, Niklaus Wirth – einer der ersten kommerziellen Computer, der eine graphische Benutzeroberfläche mit Schreibtischcharakter und Mausbedienung bot. Steve Jobs, der Lisa als Nachfolger des beliebten Apple II entwickeln ließ, hatte die Inspiration dazu bei einem Besuch des Xerox PARC 1979 bekommen, als er den Forschungsrechner Xerox Alto von 1974 sah. Lisa stand in Konkurrenz zum kurz zuvor erschienenen PC von IBM. Zwar bot Microsoft ab 1985 mit der Einführung von Microsoft Windows eine prinzipiell vergleichbare graphische Benutzeroberfläche für IBM-PC-kompatible Computer an, diese galt jedoch in den ersten Jahren als wenig ausgereift und erst mit der Version 3.0 ab etwa 1990 allmählich als ernst zu nehmende Konkurrenz zu Apples Produkten.
Die New York Times schrieb am 19. Januar 1983, unmittelbar vor Erscheinen des Computers:

„Statt Befehle einzutippen, zeigt man auf Bilder auf dem Bildschirm, indem man ein von Hand geführtes Gerät, genannt Maus, auf der Oberfläche des Schreibtischs, nah beim Computer herumschiebt. Während die Maus sich bewegt, bewegt sich der Cursor – das ist der Pfeil, der auf bestimmte Stellen am Bildschirm zeigt – entsprechend.“

Die Londoner Sunday Times schrieb am 25. Januar 1983:

„Heute sehen wir uns die beiden großen Veröffentlichungen der letzten Woche genauer an – das europäische Debüt des IBM Personal Computers und die Premiere von Apples Lisa. International gesehen war Lisa das weitaus spannendere Ereignis: Ein neuer Computer, auf den die beiden überstrapazierten Werbesprüche ‚bedienerfreundlich‘ und ‚revolutionär‘ tatsächlich zutreffen.“

Dass Lisa einen Meilenstein in der Computertechnik darstellte, wird auch anhand eines sehr positiv geschriebenen Erfahrungsberichts eines Computerredakteurs von 1983 deutlich:

„Das eigentliche Kennzeichen der Lisa ist die ‚Maus‘. Dieses kleine Handgerät, durch eine dünne Schnur mit dem Computer verbunden, ist Lisas ‚Mensch/Maschine-Schnittstelle‘. Mit der Rollkugel und der Taste ermöglicht die Maus die ‚intuitive‘ Bedienungsführung. Durch Rollen auf der Tischplatte wird der Cursor auf dem Bildschirm geführt, ein Befehlswort oder ein Symbol ‚angeklickt‘, und schon hat man Lisa einen Befehl erteilt, ohne daß man die Tastatur berührt hätte oder komplizierte Kommandosprachen beherrschen müßte.“

## Namensherkunft
Während in den mitgelieferten Originaldokumenten des Lisa OS lediglich von „The Lisa“ die Rede war, wurde von Apple offiziell behauptet, dass es sich bei Lisa um ein Akronym für Local Integrated Software Architecture handle, also „lokale integrierte Softwarearchitektur“. Da Steve Jobs’ erste Tochter, die 1978 geboren wurde, den Namen Lisa Jobs erhielt, geht man im Allgemeinen auch davon aus, dass der Name eine persönliche Bedeutung hat und es sich ergo um ein Backronym handelt. Später tauchte in der IT-Welt auch das ironisch gemeinte Akronym Let’s Invent Some Acronym für LISA auf.

## Hardware

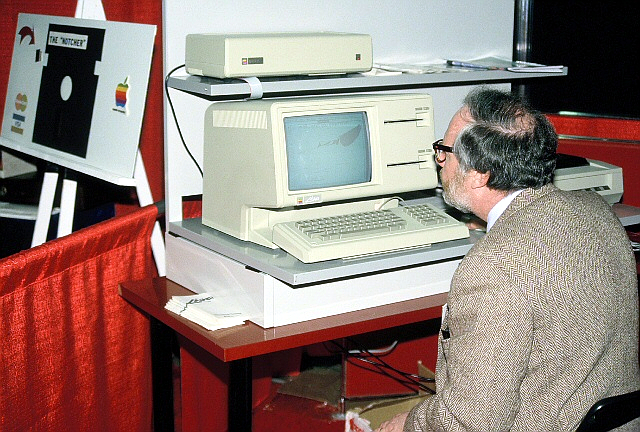
Ein original Apple Lisa auf der Apple Convention, Boston, Frühjahr 1983

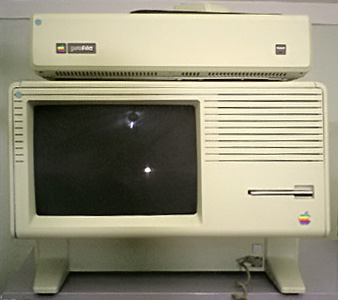
Lisa 2 / Macintosh XL

Als Prozessor (CPU) kam der Motorola 68000 inklusive MMU mit 5,09376 MHz, einem 16 Bit-Datenbus sowie einem 24 Bit-Adressbus zum Einsatz. Auf einer austauschbaren Speicherplatine von Apple waren 512 kB Arbeitsspeicher (RAM) aufgelötet, in der Konfiguration mit 1 MB RAM waren zwei Speicherplatinen mit je 512 kB Speicher eingebaut. Durch Austausch der beiden Speicherplatinen durch eine einzelne 2 MB-Speicherplatine von Sun Remarketing konnte der Nutzer den Rechner auf maximal 2 MB RAM aufrüsten. Für den Betrieb von Lisa-Software war mindestens 1 MB Arbeitsspeicher erforderlich, für den Betrieb von MacWorks reichten 512 kB. Später gab es mit Hardwaremodifikationen der Lisa-CPU/MMU-Platine auch eine Aufrüstung auf 4 MB RAM. Es folgten CPU-Platinen von Fremdherstellern mit 12-, 16- oder 18 MHz-68000-Prozessor und mit bis zu 8 MB (schnellerem) RAM direkt auf der CPU-Platine, die allerdings nur mit MacWorks nutzbar waren, da Lisa OS nur die Original-CPU unterstützte und nicht mehr als 2 MB RAM verwenden konnte.
Der Lisa verfügte anfangs über zwei 5¼-Zoll-Diskettenlaufwerke mit jeweils 871 kB Speicherkapazität. Eine externe Festplatte, genannt Apple ProFile (siehe Bild rechts auf der Lisa), konnte extern angeschlossen werden und bot je nach Modell eine Speicherkapazität von 5 oder 10 MB.
Schon 1984 erschien mit dem Lisa 2 ein überarbeitetes Modell, bei dem unter anderem die beiden 5¼-Zoll-Diskettenlaufwerke durch ein einzelnes, moderneres 3,5-Zoll-Laufwerk mit 400 kB Speicherkapazität ersetzt worden waren. Die Lisa 2 hatte eine interne 10 MB-Festplatte, dafür keinen externen Anschluss für eine Apple ProFile. Später gab es auch eine Aufrüstung auf ein 800 kB-3,5-Zoll-Laufwerk, das allerdings nur mit MacWorks nutzbar war.

## Software

Darstellung der grafischen Benutzeroberfläche des Apple Lisa (grafisch nachgestellt, kein echter Screenshot)

Als Betriebssystem wurde Lisa OS verwendet, alternativ auch Xenix, eine Unix-Variante von Microsoft (später an SCO abgetreten), sowie UniPlus+ UNIX von UniSoft. Daneben bestand ab der Lisa 2 mit MacWorks die Möglichkeit, die Macintosh System Software und somit Macintosh-Programme zu nutzen.
Die graphische Benutzeroberfläche wurde Lisa Shell genannt und hatte große Symbole, die einen Schreibtisch darstellten, was später – im PC-Bereich mit Microsoft Windows erst in den 1990er Jahren – zum noch heute üblichen Industriestandard wurde.
Sechs Büroanwendungen wurden mitgeliefert: LisaCalc, LisaGraph, LisaDraw, LisaWrite, LisaProject und LisaList. Das Programm LisaTerminal kostete 850 DM extra. Als zusätzliche Programmiersprachen gab es BASIC, COBOL und Pascal.
Der komplette Quellcode wurde 2018 als Open-Source-Software veröffentlicht, wobei das American-Heritage-Wörterbuch des Schreibprogramms Lisawrite fehlte.

## Wirtschaftlicher Misserfolg
Apple Lisa war mit einem Preis von 9.995 US-Dollar sehr teuer (in Deutschland etwa 30.000 DM, in Österreich 200.000 Schilling, nach heutiger Kaufkraft ca. 33.000 Euro) und verkaufte sich trotz der guten Ausstattung und des damals hochinnovativen Konzepts schlecht. Um sie zumindest von der Steuer abschreiben zu können, wurden 2700 unverkäufliche Apple Lisa 1989 auf einer Müllhalde im US-Bundesstaat Utah einfach vergraben. Der Nachfolger Lisa 2 (1984) wurde Anfang 1985 (nach Einführung des auch „Schuhkarton“ genannten kleinen Macintosh) umbenannt in Macintosh XL.

## Populärkultur
In der Simpsons-Episode 497 (Freundschaftsanfrage von Lisa, im Original: The D’Oh-cial Network. Staffel 23, Episode 11) ist Lisa Simpson in einer Aufnahme zu sehen, wie sie auf einem alten Lisa der Marke „Mapple“ – Persiflage des Elektronikherstellers Apple – arbeitet.